# Stencistikola
Stencistikola (Cisticola distinctus) är en fågel i familjen cistikolor inom ordningen tättingar.

## Utbredning och systematik
Fågeln förekommer i Uganda och Kenya. Tidigare behandlades den som en underart till jämmercistikola (C. lais).

## Status
IUCN erkänner den inte som art, varför den inte placeras i någon hotkategori.